# Turistická značená trasa 1634

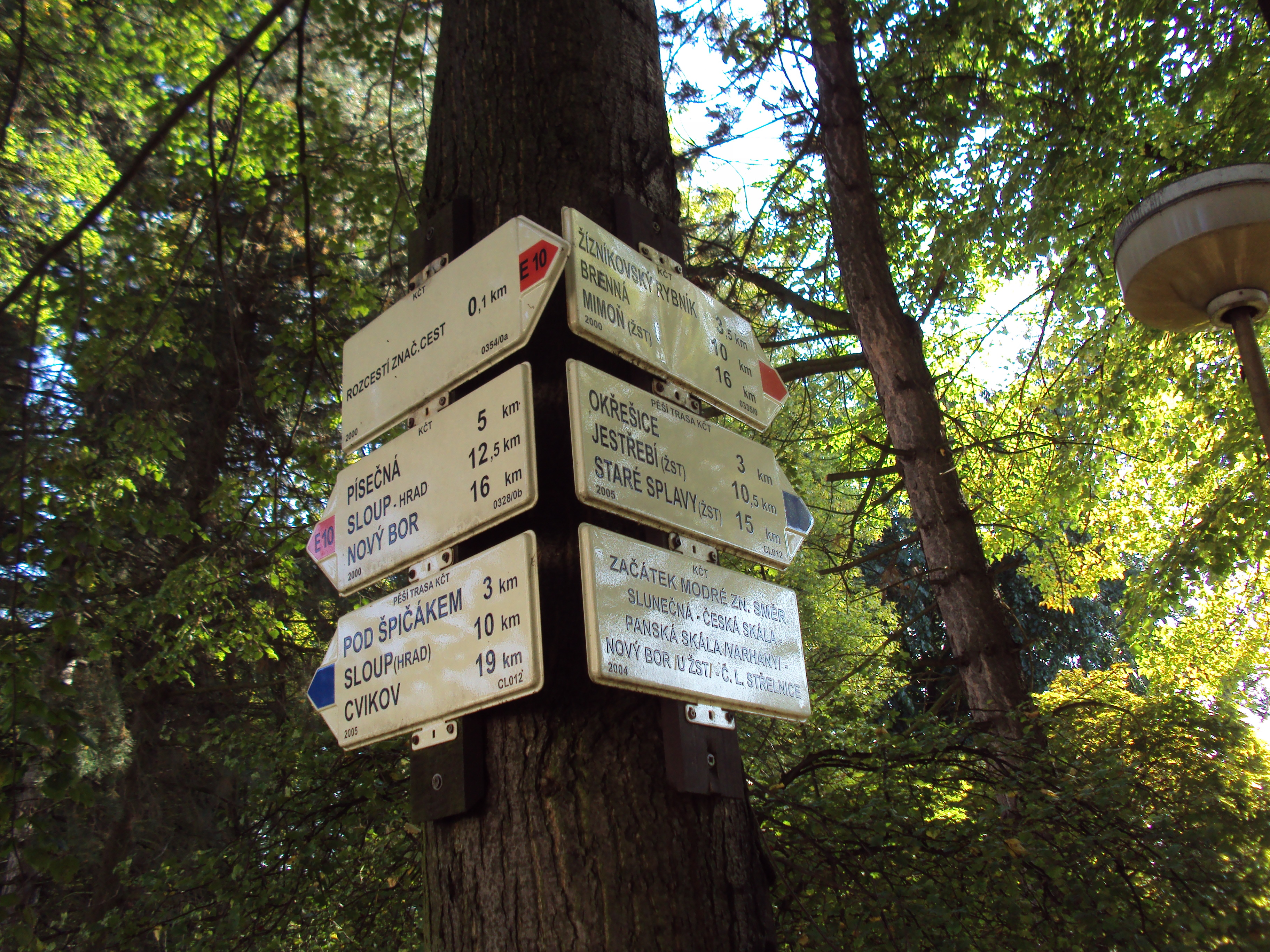
Začátek modré v České Lípě

Turistická značená trasa 1634 je modře vyznačená trasa KČT pro pěší turisty vedoucí z České Lípy na jihovýchod k Máchovu jezeru. Je dlouhá 15 km (byla delší) a celá vede územím okresu Česká Lípa.
 

## Popis trasy
Trasa začíná na rozcestníku (výška 250 m n. m.) v České Lípě u podchodu k nedalekému autobusovému nádraží. Rozcestník v parčíku slouží jak pro Českou Lípou procházející evropskou trasu pěších turistů E10, tak pro navazující modré trasy na sever.
Od rozcestníku je vedena na jih přes českolipskou čtvrť Svárov (0,5 km). Za hranicemi města se postupně stáčí na jihovýchod přes rozsáhlé louky vede do vesničky Okřešice (3 km) a pak zalesněnou oblastí Vřesoviště do vesnice Srní (7,5 km) s železniční zastávkou Srní u České Lípy. Podél železniční tratě 080 z České Lípy na Bakov nad Jizerou prochází mezi Jestřebím (10,5 km) a Provodínem dál směrem k Máchovu jezeru přes Slunečný dvůr (11,5 km) do cíle ve Starých Splavech (15 km). Zde poblíž západního břehu Máchova jezera cesta u rozcestníku s dalšími trasami (modrou trasou vedoucí od Hradčan a žlutou kolem jezera) končí.

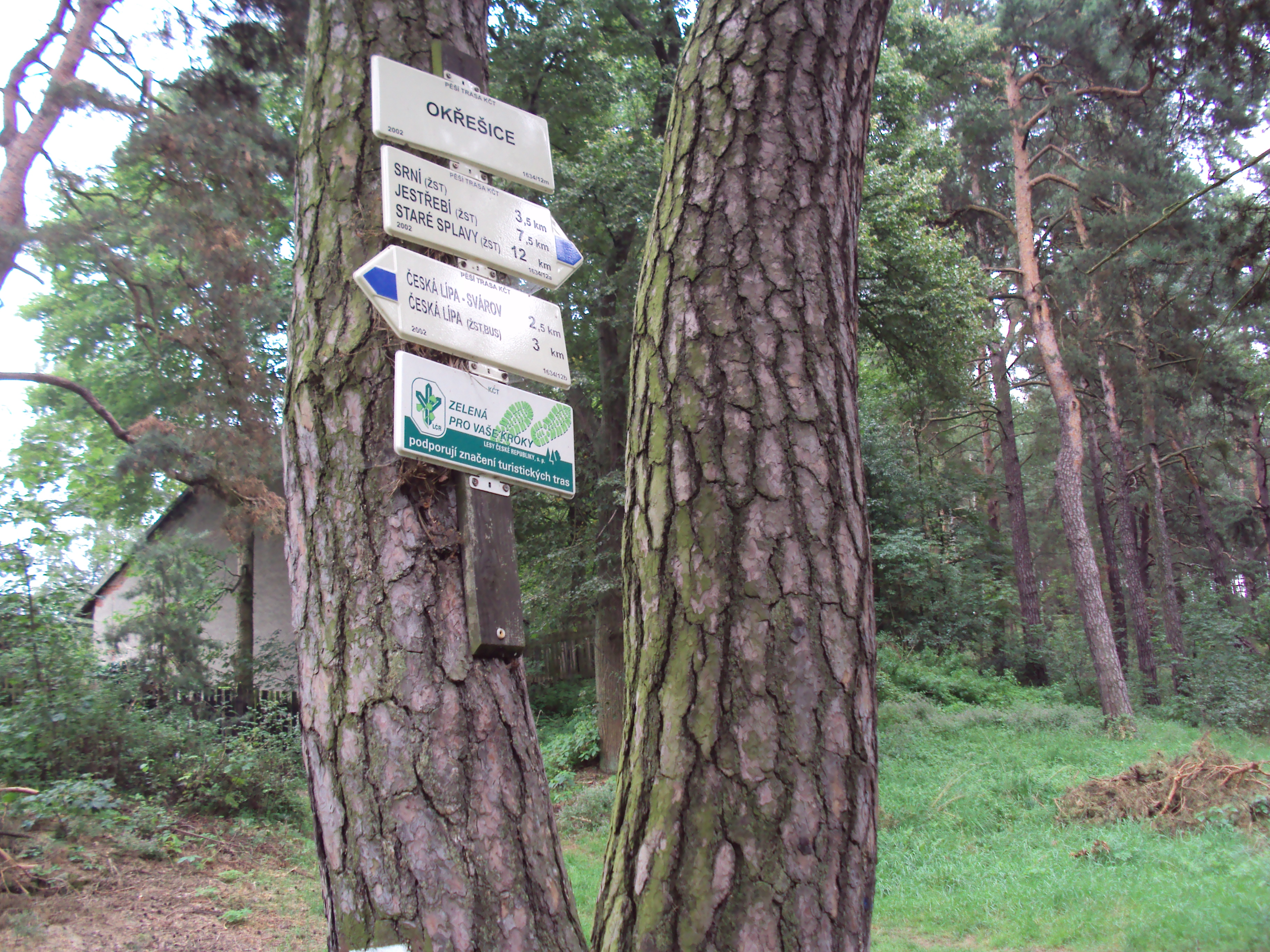
Rozcestník v Okřešicích

V úseku mezi Srním a Provodínem byla modrá trasa ještě v roce 1987 vedena odlišně, s odbočkou k Provodínským kamenům. . Byla o 1 km delší. Nyní od železniční zastávky Jestřebí tuto roli převzala trasa značená zeleně. V obci Jestřebí existovala krátká, jen 1,5 km dlouhá spojka, žlutě značená trasa 6963, která spojovala stanici vlaku z rozcestníkem v obci.
Procházené území patří do Ralské pahorkatiny a povodí Ploučnice. Administrativně do okresu Česká Lípa, Libereckého kraje. Část této nenáročné trasy je vedena souběžně s cyklostezkami.

## Značení
Trasa byla vyznačena pásovým značením Klubu českých turistů, na koncích i během trasy směrovkami s vyznačením vzdálenosti v kilometrech. Nové směrovky uvádí místo původního označení trasy 1634 nové označení rozcestníků – CL012 (Česká Lípa), CL087 (Srní), CL084 (Jestřebí). Rozcestníky po trase byly doplněny tabulkou hlavního sponzora značení Lesy České republiky. 

## Veřejná doprava
Autem je trasa přístupná na mnoha místech i s dostatečnou možností parkování. Česká Lípa je křižovatkou železničních tratí 086, 086 a 087 a zastávek na trati 080 je možné využít z trasy několikrát. V České Lípě, Svárově i v Okřešicích je možné využít českolipskou MHD, v dalších obcích tratě meziměstskou dopravu ČSAD Česká Lípa. 

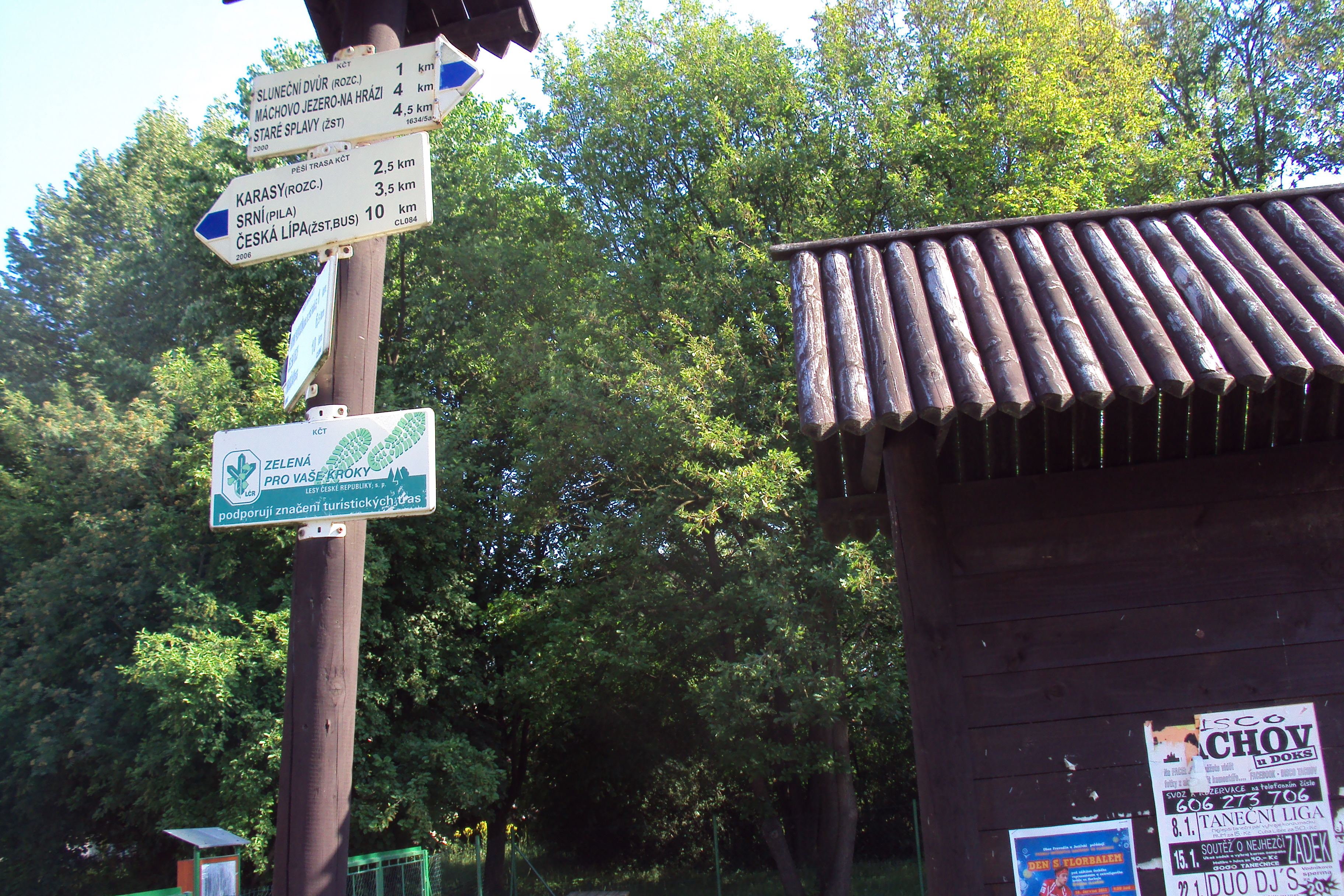
Rozcestník u zastávky Jestřebí

## Souřadnice
- Začátek trasy v České Lípě: 50°40′46″ s. š., 14°32′11″ v. d.
- Konec trasy ve Starých Splavech: 50°35′30″ s. š., 14°38′5″ v. d.